# Szent Miklós-templom (Sárszentmiklós)
A Sárszentmiklósi Szent Miklós püspök templom egy római katolikus templom Sárszentmiklóson.
Sárbogárd településen összesen 12 templom épült. 1770-től állítanak ki anyakönyvi kivonatot. 1792 és 1795 között emelték a templomot. Historia Domus 1907-től.
A 18. századtól a következő emberek töltötték be a plébános szerepkörét: 1770–től Küszöghy Imre, Perits Ferenc 1772–, Szabady Gáspár 1779–, Schützenhoffer Mihály 1798–, Lubrik András 1810–, Román Ádám 1815–, Vadász Mihály 1818–, Gangó József 1834–, Légrády József 1839–, Nyers István 1872–, Kapitány Gyula 1907–, Tar János 1934–, Németh K. János 1964–, 1983-tól pedig Bolla Jenő.

## Külső hivatkozások

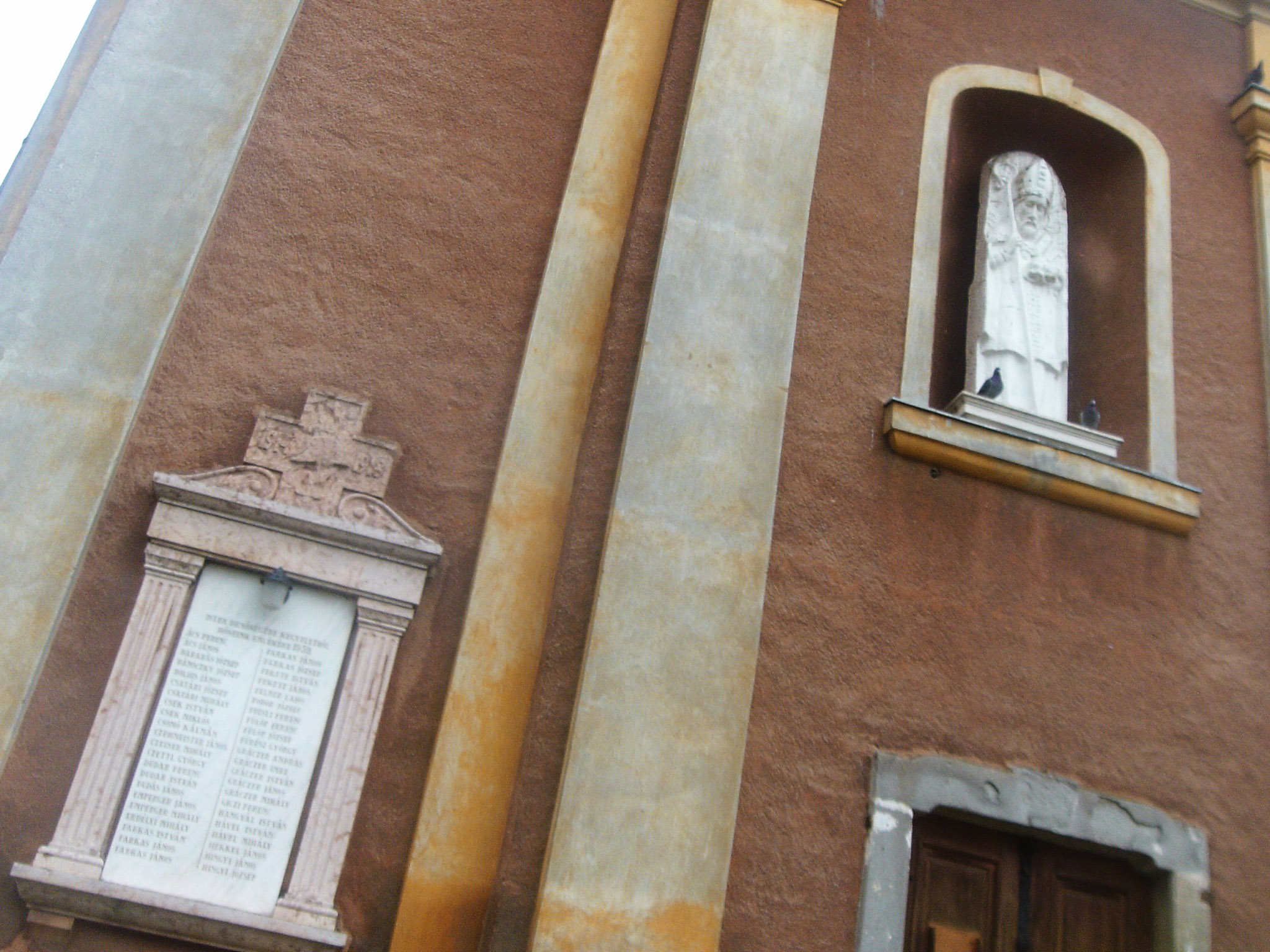
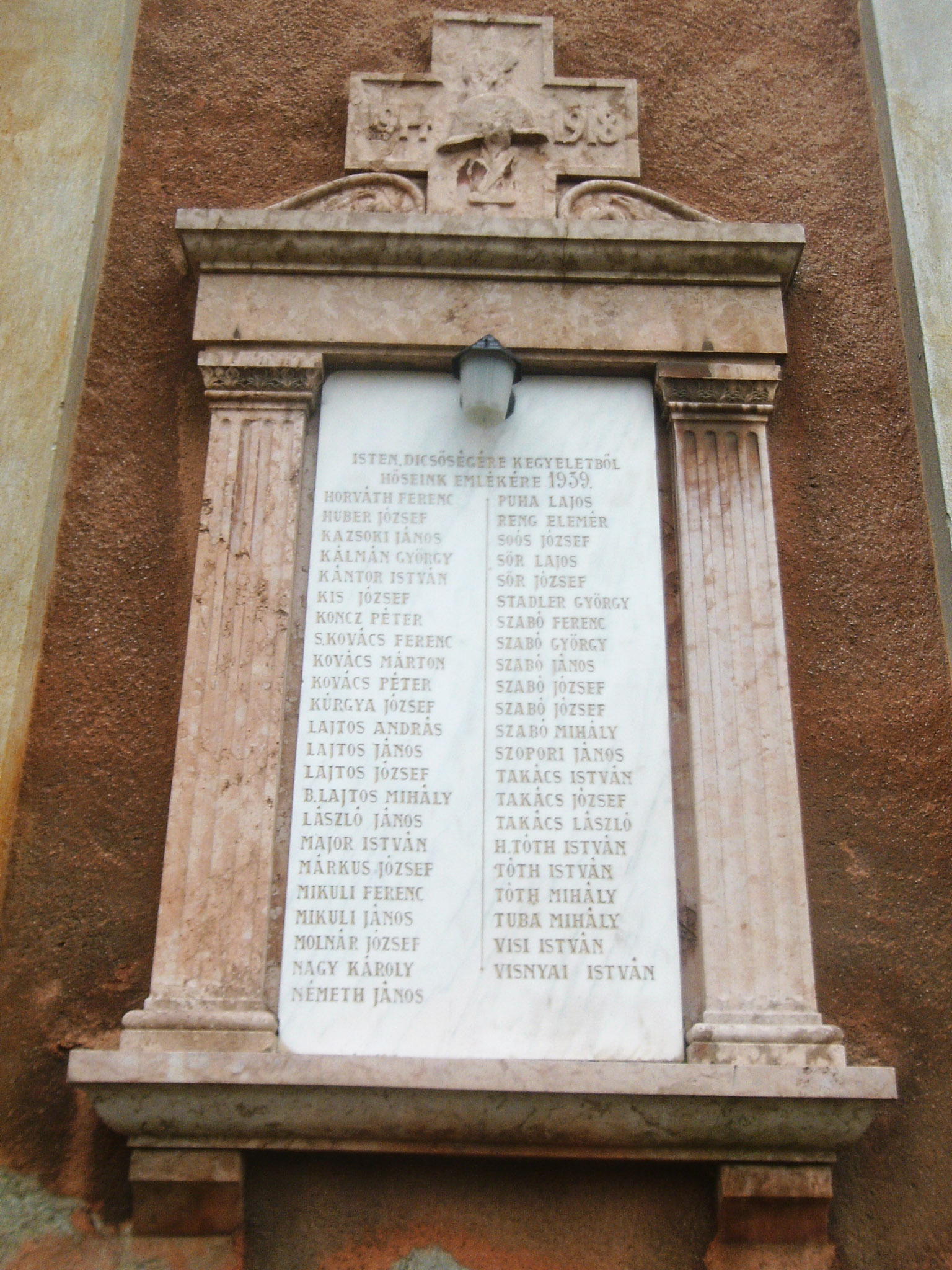
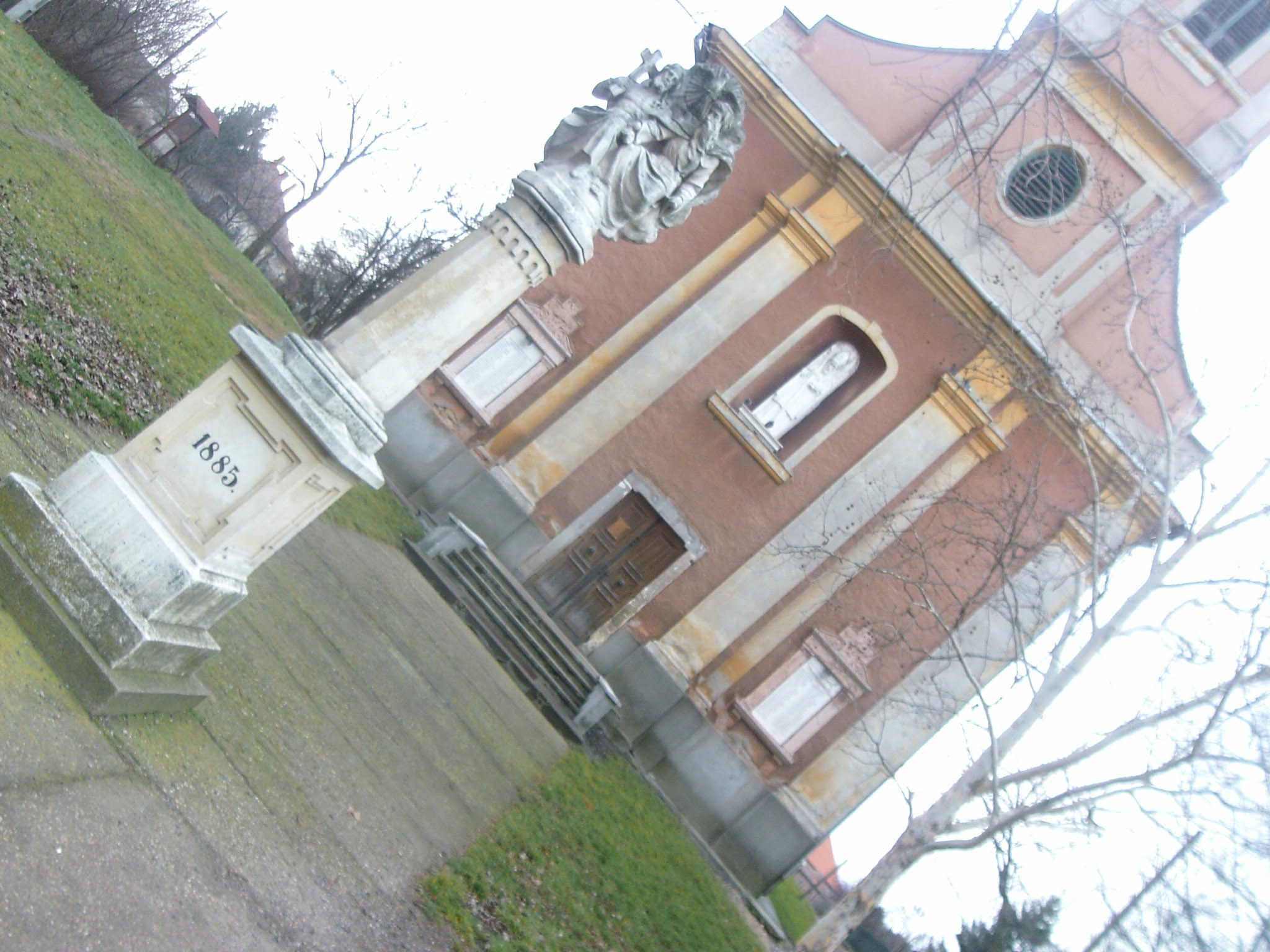

- Sárszentmiklósi Szent Miklós püspök templom (Sárbogárd)